# (16646) Sparrman
(16646) Sparrman es un asteroide perteneciente al cinturón de asteroides, descubierto el 19 de septiembre de 1993 por Eric Walter Elst desde el Sitio de Observación de Calern, Caussols, Francia.

## Designación y nombre
Designado provisionalmente como 1993 SJ5. Fue nombrado Sparrman en honor al médico y botánico Anders Erikson Sparrman que se convirtió en uno de los alumnos más destacados de Linneo. En el año 1772 se unió a James Cook en su segundo viaje alrededor del mundo, después relató lo vivido en la obra “Un viaje al Cabo de Buena Esperanza, hacia el círculo polar antártico, y la vuelta al mundo” en el año 1789.

## Características orbitales
Sparrman está situado a una distancia media del Sol de 2,345 ua, pudiendo alejarse hasta 2,530 ua y acercarse hasta 2,160 ua. Su excentricidad es 0,078 y la inclinación orbital 6,555 grados. Emplea 1312 días en completar una órbita alrededor del Sol.

## Características físicas
La magnitud absoluta de Sparrman es 14. Tiene 3,778 km de diámetro y su albedo se estima en 0,269.